# Marthe Hanau
Marthe Hanau (* 1. Januar 1886 in Paris; † 14. Juli 1935 in Fresnes) war eine französische Anlagebetrügerin. Sie betrog die französischen Finanzmärkte in den 1920er- und 1930er-Jahren um einige Millionen Francs und löste damit einen Skandal aus.

## Leben
Marthe Hanaus Eltern waren jüdische Kleinhändler aus dem Elsass. Sie heiratete Lazare Bloch, von dem sie sich später wieder scheiden ließ. Im Jahr 1925 gründete sie mit ihm die Wirtschaftszeitschrift Gazette du Franc, die sie auch nach ihrer Scheidung mit ihm weiter betrieb. In dieser Zeitschrift wurden regelmäßig Aktientipps für Spekulanten verbreitet, und zwar wurden überwiegend Papiere solcher Unternehmen beworben, deren Miteigentümer die beiden waren, und hier wiederum häufig reine Firmenmäntel ohne operative Tätigkeit oder gar Scheinfirmen. Dennoch schossen die Kurse dieser Aktien einfach aufgrund des gesteigerten Handelsvolumens in die Höhe.
Hanau baute ihre Finanz- und Beratungsaktivitäten weiter aus, gründete eine Finanznachrichten-Agentur mit Namen Agence Interpresse und brachte Obligationen auf den Markt, die acht Prozent Gewinn versprachen.
Spätestens zu diesem Zeitpunkt wurden Banken und die konkurrierende Agentur Agence Havas auf die dubiose Geschäftemacherei aufmerksam und begannen, diese Machenschaften zu untersuchen und zu bekämpfen. Zunächst gelang es Hanau noch durch Bestechung verschiedener Politiker, Zeit zu gewinnen und den öffentlichen Skandal abzuwenden, am 17. Dezember 1928 aber wurden Hanau, Bloch und weitere Komplizen durch die Polizei verhaftet. Sie wurden des Betrugs angeklagt und saßen zunächst im Gefängnis Saint-Lazare ein. Zu dieser Zeit hatten Investoren, die den verbrecherischen Anlageempfehlungen gefolgt waren, bereits 120 Mio. französische Francs verloren.
Fünfzehn Monate später fand die Prozesseröffnung statt. Marthe Hanau hielt dem Gericht vor, dieses verstehe nichts von Finanzgeschäften, behauptete, sie könne alles Geld zurückzahlen, und verlangte ihre Freilassung gegen Kaution. Als ihr dieses Ansinnen abgeschlagen wurde, trat sie in Hungerstreik und wurde drei Wochen später in eine Klinik in Neuilly verlegt, wo man sie zwangsernährte. In einem unbeaufsichtigten Moment konnte sie fliehen, kehrte aber wieder ins St. Lazare-Gefängnis zurück.
Die Hauptverhandlungen begannen am 20. Februar 1932, während derer Hanau die Namen aller Politiker bekannt machte, die von ihr bestochen worden waren, und damit einen Skandal auslöste. Sie wurde zu zwei Jahren Gefängnis verurteilt, wobei man ihr aber 15 Monate anrechnete, die sie schon abgesessen hatte. Bloch wurde zu 18 Monaten Gefängnis, die übrigen Komplizen zu Geldstrafen verurteilt.
Nach ihrer Haftentlassung erwarb Marthe Hanau das Forces-Magazin, geriet aber aufgrund Geheimnisverrats 1932 erneut mit dem Gesetz in Konflikt und wurde abermals zu 3 Monaten Gefängnis verurteilt. Sie ging in Berufung, die aber abschlägig beschieden wurde, woraufhin sie floh. Der Polizei gelang es später, sie zu ergreifen, so dass sie ihre Haft antreten musste. Sie tötete sich im Gefängnis mit einer Überdosis an Schlafmitteln.
Die Affäre um Marthe Hanau wie auch die folgende Stavisky-Affäre (1933/34) wurden von antisemitischen Kreisen in Frankreich als kleine Panama-Skandale bewusst geschürt.